# Трговци и љубавници
„Трговци и љубавници” је југословенски ТВ филм из 1986. године. Режирао га је Ванча Кљаковић који је написао и сценарио.

## Улоге
| Глумац            | Улога            |
| ----------------- | ---------------- |
| Елиза Гернер      |                  |
| Јана Каспер       |                  |
| Свен Ласта        |                  |
| Бранислав Лечић   | Гаврило Гашић    |
| Јадранка Матковић | Цурица           |
| Ксенија Пајић     | Рената Пушкец    |
| Звонко Стрмац     |                  |
| Златко Витез      | Алојзије Беденек |